# Paragripopteryx delicata
Paragripopteryx delicata is een steenvlieg uit de familie Gripopterygidae. De wetenschappelijke naam van de soort is voor het eerst geldig gepubliceerd in 1994 door Froehlich.